# Прейер, Тьерри Вильям
Тьерри Вильям Прейер (англ. Thierry William Preyer; 4 июля 1841, Манчестер, Великобритания — 15 июля 1897, Висбаден, Германия) — физиолог.

## Биография
Тьерри Вильям Прейер родился в Манчестере в 1841 году, получил образование в Лондоне и Бонне, где изучал медицину, а также в Берлине, Вене, Гейдельберге и Париже. Учителями, оказавшими на него самое сильное влияние, были Макс Шульце, Гельмгольц, Лудвиг, фон Брюкке, Дюбуа-Реймон, Вирхов и Клод Бернар. Прейер получил степень доктора медицины в Бонне в 1866 году, он с 1865 года работал в качестве доцента физиологии в Боннском университете, а с 1869 года — профессором физиологии в Йене.
Считается родоначальником психологии развития. Известность получил после издания в 1882 году книги «Душа ребёнка» («Die Seele des Kindes»), в которой изложил свои наблюдения за своим сыном от момента рождения до 3-х лет. Книга имела научный подход и освещала стадии развития органов чувств, моторики, воли, мышления и речи у ребёнка. Работы В.Прейера положили начало систематических исследований развития личности ребёнка.
Из сочинений и работ его упомянем: «Die Blausäure», «Die Blutkrystalle», «Die Seele des Kindes», «Elemente der allgemeinen Physiologie», «Farben und Temperatursinn», «Die Ursache des Schlafes», «Akustische Untersuchungen», «Elemente der reinen Empfindungslehre», «Reise nach Island»; перевод «Гипнотизма» Брэда и «Valacritis Genese des Thieres». Им же написана физиология зародыша («Physiologie des Embryo») и опубликована переписка его со знаменитым Фехнером. Покинув Йену, Прейер состоял еще несколько лет в качестве приват-доцента физиологии при Берлинском университете и умер в 1897 году.